# Состеньйо
Состеньо (італ. Sostegno, п'єм. Sostegn) — муніципалітет в Італії, у регіоні П'ємонт,  провінція Б'єлла.
Состеньо розташоване на відстані близько 540 км на північний захід від Рима, 80 км на північний схід від Турина, 19 км на північний схід від Б'єлли.
Населення — 765 осіб (2014).
Покровитель — святий мученик Лаврентій.

## Демографія
Населення за роками:

Станом на 1 січня 2023 року в муніципалітеті офіційно проживало 19 іноземців з 7 країн, серед них 4 громадяни країн Євросоюзу та 6 громадян України.

## Сусідні муніципалітети
- Кревакуоре
- Курино
- Лоццоло
- Роазіо
- Серравалле-Сезія
- Вілла-дель-Боско